# Kreuzweg Bonenburg
Der Kreuzweg in Bonenburg, einem Ortsteil von Warburg (Westf.) wurde auf dem Hoppenberg bei Bonenburg angelegt.

## Planung/Bau
Im Jahre 1932 richtete der Betriebsmeister der örtlichen Ziegelei Josef Saake an die Gemeindevertretung den Antrag, das Gelände am Hoppenberg für die Herrichtung eines Kreuzweges zur Verfügung zu stellen.
Nachdem diese zustimmte, begann Josef Saaken mit jungen Ziegeleiarbeitern zuerst mit dem Hauptweg. Das Steinkreuz mit Bildstock, welches seit 1876 dort stand, wurde 100 m weiter auf den höchsten Punkt des Berges gesetzt. Beiderseits des Weges pflanzte man Linden, daraus ist eine Allee entstanden.
Josef Saaken beabsichtigte den Kreuzweg so herzurichten wie den Kreuzweg im Wallfahrtsort Neviges im Rheinland.
Bildhauer Pütz aus Wiedenbrück hatte dort die Bildhauerarbeiten erstellt und wurde auch hier damit beauftragt. Die Wege am Hoppenberg legte man erst provisorisch an. Dann begann man mit der Errichtung der Kreuzwegstationen. Für das Äußere der Stationen wurde Muschelkalk aus Marsberg verwendet. Das Innere besteht aus Zementbeton, zu dem 400 Zentner Zement verarbeitet wurden. Geeignetes Schalmaterial und Geld zum Kauf fehlten, aber nach und nach fanden sich Stifter für die Stationen.
Der Ausbau war in dem steinigen Boden sehr erschwert, da alle Arbeiten in Handarbeit ausgeführt werden mussten. Das Anfahren des Materials zum Hoppenberg besorgten einige Bauern mit ihren Pferdegespannen. Mit hölzernen Schubkarren musste das Material zu den Plätzen für die Stationen gebracht werden.
Dieses Werk konnte geschaffen werden, weil in den Jahren 1933 bis 1936 große Arbeitslosigkeit herrschte, und die Bewohner Bonenburgs einen großen Teil ihrer Freizeit dem Aufbau des Kreuzberges gewidmet haben.

## Einweihung
Im Jahr 1935 konnten die Bauarbeiten beendet werden. Im gleichen Jahr wurde am Fest Kreuzerhöhung der Kreuzweg vom Franziskanerpater Ekkehard aus Paderborn gesegnet.
Der Berg führt jetzt nicht mehr die Bezeichnung Hoppenberg, sondern Kreuzberg.
Landschaftlich gesehen ist der Kreuzberg ein Kleinod in der Dorfflur. Eine Vielfalt von Bäumen und Sträuchern schmückt in den Sommermonaten mit ihrem Grün diese Anlage.

## Unterhaltung
Josef Saake hat mit der politischen Gemeinde Bonenburg einen Vertrag erstellt, der besagt, dass der Schutz und die Unterhaltung der gesamten Anlage des Kreuzberges der politischen Gemeinde Bonenburg obliegt. Als Folge der Eingemeindung zur Stadt Warburg obliegt dieser jetzt Unterhaltung des Kreuzberges.

## Lobeprozession
Seit 1945 wird alljährlich am Karfreitag in Bonenburg eine Lobeprozession gehalten. Der Anlass ist folgender:
Als in den Ostertagen des Jahres 1945 in und um Bonenburg der kriegerische Kampf des Zweiten Weltkrieges zwischen den amerikanischen Streitkräften und den deutschen SS-Einheiten entbrannte, hatte Pfarrer Wilhelm Göke mit zahlreichen Bewohnern im Kirchenkeller Schutz gesucht. Dort legte der Pfarrer ein Gelöbnis ab, in jedem Jahr am Karfreitag oder bei ungünstiger Witterung an einem passenden Sonntag eine Kreuzwegprozession zum Kreuzberg abzuhalten, Kirche und Dorf vor der Zerstörung bewahrt bleiben.
Die Gelöbnisprozession wird seitdem unter reger Teilnahme der Bewohner Bonenburgs alljährlich durchgeführt.
Koordinaten: 51° 33′ 10,9″ N, 9° 4′ 6,1″ O